# Батман: Лоша кръв
„Батман: Лоша кръв“ (на английски: Batman: Bad Blood) е директно издаден към видео анимационен супергеройски филм от 2016 година, който е двадесет и четвъртия филм от DC Universe Animated Original Movies и е шестият филм в DC Animated Movie Universe. Служи като продължение на „Батман срещу Робин“ през 2015 година. Филмът е пуснат на 20 януари 2016 г. във iTunes и Google Play Store, и на DVD и Blu-ray на 2 февруари 2016 г.

## В България
В България филмът е излъчен през 2020 г. по bTV Action с български войсоувър дублаж на Саунд Сити Студио. Екипът се състои от:
| Озвучаващи артисти  | Нина Гавазова Елисавета Господинова Николай Николов Иван Велчев Георги Георгиев-Гого |
| Преводач            | Виолета Георгиева                                                                    |
| Тонрежисьор         | Светослав Димитров                                                                   |
| Режисьор на дублажа | Тодор Георгиев                                                                       |